# Dark Angel
Dark Angel é uma banda de thrash metal estadunidense de Los Angeles, na Califórnia, fundada em 1981. A banda começou sob o nome de Shellshock, mas mudou para Dark Angel em 1983. Seu estilo over-the-top (extremamente rápida, músicas pesadas e longas, com muitas mudanças de ritmo) lhes valeu o apelido de "the L.A. Caffeine Machine" e o lema "too fast, my ass". O baterista Gene Hoglan é considerado entre os melhores bateristas de metal underground em todo o mundo. Depois de lançar quatro álbuns completos e turnês por toda a década de 1980 e início de 1990, Dark Angel se desfez em 1992, mas decidiu reformar dez anos depois. No entanto, problemas vocais com Ron Rinehart obrigou a cancelar os planos para as turnê. A banda está em um hiato indefinido desde então.
Em 2013 a banda anuncia nova reunião.

## Discografia
- We Have Arrived (1984)
- Darkness Descends  (1986)
- Leave Scars  (1989)
- Live Scars  (1990, ao vivo)
- Time Does Not Heal  (1991)
- The Best of Dark Angel: Decade of Chaos (1992, coletânea)

## Integrantes
Atual formação (2013)
- Eric Meyer - guitarra  (1983-1992, 2002-2005, 2013-presente)
- Jim Durkin - guitarra (1983-1989, 2002, 2013-presente)
- Gene Hoglan - bateria  (1984-1992, 2002-2005, 2013-presente)
- Mike Gonzalez - baixo (1986-1992, 2013-presente)
- Ron Rinehart - vocal (1987-1992, 2002-2005, 2013-presente)

Ex-integrantes
- Don Doty - vocal (1983-1987)
- Rob Yahn -  baixo (1983-1986)
- Mike Andrade - bateria (1983)
- Jack Schwartz - bateria (1983-1984)
- Lee Rausch - bateria (1984)
- Bob Gourley  - bateria (1984)
- Jim Drabos - vocal (1987)
- Brett Eriksen - guitarra (1989-1991)
- Cris McCarthy - guitarra (1991-1992)
- Danyael Williams - baixo (2002-2004)